# Yoshitaka Nishimura
Yoshitaka Nishimura (西村宜隆?   nacido el 9 de febrero de 1979), conocido como DJ YOSHITAKA, es un compositor de Bemani. Su debut fue en IIDXRED y fue descubierto por NAOKI, y fue Yoshitaka quien descubrió a Kanako Hoshino, que también estuvo en su primer debut.
Compone canciones para IIDX y Pop'n Music, GITADORA y Dance Dance Revolution, así como la serie de canciones "CaptivAte". Fue director de sonido de beatmania IIDX, desde RED hasta DistorteD como director asistente y de GOLD hasta Sirius como director principal. Actualmente forma parte del staff de beatnation records, y de BEMANI Sound Team.

## Lista de canciones
El texto entre paréntesis indica: "(Juego:Alias o artistas/bandas / comentarios principales)"

### No asignado
- FLOWER (DJ YOSHITAKA)

### beatmania IIDX
- beatmania IIDX11 IIDX RED
  - D.A.N.C.E.!（DJ Yoshitaka feat. 星野奏子）
  - Close my Eyes for Me（D-crew feat. DENNIS GUNN(DJ Yoshitaka SCRATCHING)/con D-crew y DENNIS GUNN）
  - リグレット（Consola:星野奏子）

- beatmania IIDX12 HAPPY SKY
  - Catch Me（DJ Yoshitaka feat. ERi）
  - CaptivAte～浄化～（A/I）
  - Endless Summer Story（Consola:DJ Yoshitaka feat.星野奏子）

- beatmania IIDX13 DistorteD
  - CUSTOM DRIVE（DJ Yoshitaka） - Opening de este juego.
  - SPRING RAIN (LLUVIA DE PRIMAVERA)（Remixed by DJ YOSHITAKA）
  - wish（DJ Yoshitaka feat. 杉村ことみ）
  - WISH(EUROBEAT MIX) (DJ YOSHITAKA feat. 杉村ことみ)
  - Bloody Tears （IIDX EDITION)（DDR Supernova2:DJ YOSHITAKA）
  - INFERNO（Caldeira feat. 星野奏子/TOMOSUKE se renombra a Caldeira）
  - タシカナモノ（星野奏子 with the BAND/con Tatsh）
  - CONTRACT（como 朱雀 [Suzaku]）
  - quell -the seventh slave-(Consola/IIDX Sirius:dj TAKA Vs. DJ YOSHITAKA）

- beatmania IIDX14 GOLD
  - GOLD RUSH(DDR X2:DJ YOSHITAKA-G feat.Michael a la mode） - Opening de este juego
  - CaptivAte～誓い～（DDR Supernova2: feat A/I）
  - VANESSA（como 朱雀）
  - 星をこの手に(DJ YOSHITAKA feat.星野奏子）
  - GHOSTBUSTERS（Remixed by DJ Yoshitaka/Remix de la canción de Ghostbusters）
  - Guilt & Love（Consola:The Plastic Ambition[ jun & DJ YOSHITAKA ]）- con jun.

- beatmania IIDX15 DJ TROOPERS
  - THE FANG(TROOPERS STANCE)（DJ YOSHITAKA） - Opening de este juego
  - I'm In Love Again -DJ YOSHITAKA REMIX-（DJ YOSHITAKA/Arreglos: dj TAKA）
  - Anisakis -somatic mutation type "Forza"- （como 朱雀）
  - MAX LOVE （DJ YOSHITAKA feat.星野奏子）
  - MENDES （Humanoid）
  - TROOPERS （Des-TRACT/Arreglos: Des-ROW）
  - Claiomh Solais （Consola:DJ Yoshitaka VS S.S.D.）

- beatmania IIDX16 EMPRESS
  - EMPRESS MARCH （DJ YOSHITAKA）- Opening de este juego
  - B4U(BEMANI FOR YOU MIX)（Remixed by DJ YOSHITAKA with Michael a la mode）- Remix de NAOKI
  - Cyber Force-DJ Yoshitaka Remix-（Remixed by DJ YOSHITAKA/Remix de Sota Fujimori）
  - CaptivAte2～覚醒～（feat. e-lma）
  - 翼 (con 小林ゆう)
  - 卑弥呼（朱雀 VS 玄武 [Genbu]/con wac）
  - I'm Screaming LOVE (Creative Life/con TSU-NA)
  - Colorful Cookie (como Lucky Vacuum)
  - Unicorn tail (Consola:DJ YOSHITAKA)

- beatmania IIDX17 SIRIUS
  - Almagest （Galdeira/con TOMOSUKE）
  - Elisha （DJ YOSHITAKA）
  - MIRACLE MEETS （Lucky Vacuum）
  - NoN-Fiction Story! （Creative Life/con TSU-NA）
  - フェティッシュペイパー ～脇の汗回転ガール～（ガキ大将ティーム/con AKIRA YAMAOKA）
  - CaptivAte～裁き～(SUBLIME TECHNO MIX)（Remixed by DJ YOSHITAKA）
  - たからもの（セリカ&エリカ）

- beatmania IIDX18 Resort Anthem
  - Watch Out Pt.2 （con DJ Mass MAD Izm*）

- beatmania IIDX19 Lincle
  - Snake Stick （con DJ Mass MAD Izm*）

### pop'n music
- pop'n music 12 いろは
  - MY（よしくんと荒牧陽子さん）
  - 雪上断火（Des-ROW・組/con Des-ROW）
  - Pop'n Xmas 2004 ～電子ノウタゴエ～ (strawberry barium "s")

- pop'n music 13 カーニバル
  - 虹色（DDR Supernova/IIDX DistordeD:DJ YOSHITAKA feat. G.S.C license）
  - SUN/光線(Des-ROW組・スペシアルz/con Des-ROW)
  - 太陽とバトル(つよし/con Yoshihiko Koezuka)
  - ランブルメドレー(cutie smashers/con Des-ROW)
  - 真超深TION(Des-あさ/con Des-ROW)

- pop'n music 14 FEVER!
  - High School Love (DJ YOSHITAKA feat. DWP)
  - 晴香-HARUKA- (Consola:DJ Yoshitaka feat. 星野奏子)
  - レトロスペクト路(Des-ROW組・スペシアルz/con Des-ROW)
  - 踊るフィーバーロボ(ダニエル&eimyとよしくん)

- pop'n music 15 ADVENTURE
  - ウィーアー！（よしくん海賊団）
  - 儚きは我が決意（臨界点パニック）
  - 路男（Des-ROW組ユナイテッド/con Des-ROW）

- pop'n music 16 PARTY♪
  - LOVE☆BA☆ZOOKA!（DJ YOSHITAKA feat.ななっち）
  - プリンシプル（Des-ROW+Y/con Des-ROW）

- pop'n music 17 THE MOVIE
  - プリズム（SE-NA☆from 4C-STATE）
  - PITAゴラス☆KISS(good-cool ft. バッチ恋トシ/con good-cool)
  - STAR SHIP★HERO（Lucky Vacuum）

- pop'n music 18 せんごく列伝
  - 心のコラージュ(つよし)
  - GOLD RUSH(pop'n GOLD MOUNTAIN rush)（DJ YOSHITAKA-G feat. Michael a la mode/Remake de GOLD RUSH para pop'n Music）
  - 三日天下モンキー(秀よし君)

- pop'n music 19 TUNE STREET
  - SHION（DJ YOSHITAKA）

- pop'n music 20 fantasia
  - MANA（DJ YOSHITAKA）

- pop'n music Sunny Park
  - Brand New World（VENUS/con Sota Fujimori）

### GITADORA
- GuitarFreaks&DrumManiaV
  - Endless cruising （Des-ROW feat. SHIGE）

- GuitarFreaks&DrumManiaV2
  - CaptivAte〜裁き〜 （DJ YOSHITAKA feat. A/I） - Versión Gitadora.

- GuitarFreaks&DrumManiaV3
  - Day's! （よしくんとホッシー☆）
  - 差無来！！ （Des-ROW・組/con Des-ROW）

- GuitarFreaks&DrumManiaV4 Яock×Rock
  - Darling my LUV （DJ Yoshitaka feat.B-Agents）

- GuitarFreaks&DrumManiaV5 Rock to Infinity
  - VANESSA〜転生編〜 （朱雀 VS. TAG）

- GuitarFreaks&DrumManiaXG
  - 幻想花 （星野奏子）

### Dance Dance Revolution
- Dance Dance Revolution SuperNOVA2
  - Vem brincar (Caldeira feat.Teka Penteriche/con TOMOSUKE）
  - GIRIGILI門前雀羅 (Cheki-ROWS/con Des-ROW)
- ダンスダンスレボリューション フルフル♪パーティー (Dance Dance Revolution Full Full Party)
  - SUPER HERO (DJ YOSHITAKA feat.Michaela Thurlow)
  - The Lonely Streets (DJ Yoshitaka feat.Robert quot Stevenson)
- DanceDanceRevolution X2
  - Valkyrie dimension (Spriggan)
- DanceDanceRevolution X3 vs. 2ndMIX
  - ビューティフルレシート (Lucky Vacuum)

### jubeat
- jubeat
  - Evans (DJ YOSHITAKA)
- jubeat ripples APPEND
  - ALBIDA (DJ YOSHITAKA)
- jubeat knit
  - FLOWER (DDR X3:DJ YOSHITAKA) - como parte de APPEND FESTIVAL
- jubeat copious APPEND
  - JOMANDA (DJ YOSHITAKA)
- jubeat saucer
  - Daily Lunch Special (Lucky Vacuum)
  - Lisa-RICCIA (RB Colette:DJ YOSHITAKA)

### REFLEC BEAT
- REFLEC BEAT
  - Choo Choo TRAIN -VENUS mix- (VENUS/con Sota Fujimori）
  - Juicy（kors k Lovers DJ Yoshitaka/con kors k）
  - Stay my side（DJ Yoshitaka/Utiliza dificultades nuevas para IIDX 18 Resort Anthem）
  - Diamond Dust -Try to Sing Ver.-（TAG rejected by DJ YOSHITAKA/Creador original: TAG）
  - SPECIAL SUMMER CAMPAIGN!（Lucky Vacuum）
  - Survival Games（VENUS/con Sota Fujimori）
  - イミテーション語ル死ス（Des-ROW・スペ志アル/con Des-ROW）
  - FLOWER (DJ YOSHITAKA) - como parte de APPEND FESTIVAL
  - SEED（DJ YOSHITAKA）
- REFLEC BEAT limelight
  - ビューティフルレシート (Lucky Vacuum)
  - limelight world (DJ YOSHITAKA feat.DWP)
  - 1/3の純情な感情 (VENUS/con Sota Fujimori)
  - Far Away (VENUS/con Sota Fujimori)
  - VALLIS-NERIA(DJ YOSHITAKA)
- REFLEC BEAT colette
  - Daily Lunch Special (Lucky Vacuum)
  - Wow Wow VENUS (DDR 2013:VENUS/con Sota Fujimori)
  - 三日月 (VENUS/con Sota Fujimori)
  - UNLIMITED FIRE-Try to Sing Ver.-（TAG rejected by DJ YOSHITAKA/con TAG）

### Trabajos como Venus
Se encuentra la lista de canciones en el artículo de Sota Fujimori, especificámente en la sección Venus.

### Otros trabajos
- Reaching for the Stars (del álbum de TOMOSUKE "marble")
- CaptivAte～浄化～ (Wiegenlied mix)(feat. A/I /encontrado en el álbum 12 HAPPY SKY ORIGINAL SOUNDTRACK)
- I'm In Love Again -DJ YOSHITAKA REMIX-(del álbum de dj TAKA "milestone")
- PHOTONGENIC -DJ YOSHITAKA Remix-(del álbum de L.E.D. "電人K")
- Cyber Force -DJ Yoshitaka Remix-（del álbum de Sota Fujimori "SYNTHESIZED"）
- Second Heaven -Samba,Samba, SomeBody MIX- (del álbum de Ryu☆ "starmine")
- IS THIS LOVE? (This is LOVE mix)（con Asuka M）
- たからもの（セリカ&エリカ /encontrado en beatmania IIDX ドラマCD ROOTS26S[suite] Vol. 1）
- I'm so Happy(como Lucky Vacuum /Arreglos: Ryu☆/del álbum "cyber beatnation2 -Hi Speed conclusion-")
- Elemental Creation (dj TAKA meets DJ YOSHITAKA) - Evento "私立BEMANI学園" (Academia privada Bemani)

### Trabajos en beatnation summit
- GOLD RUSH(TOMOSUKEによるpop'n RUSH付き)(DJ YOSHITAKA-G +TOMOSUKE)
- CaptivAte ～裁き～(SUBLIME TECHNO MIX) (DJ YOSHITAKA+TOMOSUKE feat.A/I)
- 星をこの手に (DJ YOSHITAKA+TOMOSUKE feat.星野奏子)
- High School Love (DJ YOSHITAKA+TOMOSUKE feat.星野奏子)
- Endless Summer Story (DJ YOSHITAKA+TOMOSUKE feat.星野奏子)
- D.A.N.C.E.!(SL-MIX) (DJ YOSHITAKA+TOMOSUKE feat.星野奏子)